# Bachant
Bachant est une commune française située dans le département du Nord, en région Hauts-de-France.

## Géographie

### Description
Bachant est un bourg du bassin de la Sambre jouxtant la ville d'Aulnoye-Aymeries, à environ 12 km au sud-ouest de Maubeuge, à 15 km de la frontière franco-belge, à 30 km au sud-est de Valenciennes, à 45 km à l'est de Cambrai  et à 47 km de Charleroi.

### Communes limitrophes
| Pont-sur-Sambre  |                     | Saint-Remy-du-Nord |
| Aulnoye-Aymeries | Bachant             | Limont-Fontaine    |
|                  | Saint-Remy-Chaussée | Écuélin            |

### Hydrographie

#### Réseau hydrographique
La commune est située dans le bassin Artois-Picardie. Elle est drainée par la Sambre canalisée et le ruisseau du Bois Georges,,.
La Sambre canalisée est un canal, chenal et un cours d'eau naturel, d'une longueur de 101 km, qui prend sa source dans la commune de Rejet-de-Beaulieu, s'écoule vers le nord-est et franchit la frontière belge au droit de Jeumont. Les caractéristiques hydrologiques de la Sambre canalisée sont données par la station hydrologique située sur la commune. Le débit moyen journalier maximum est de 94,3 m3/s, atteint lors de la crue du 31 janvier 2021. Le débit instantané maximal est quant à lui de 95,6 m3/s, atteint le 1er février 2021.

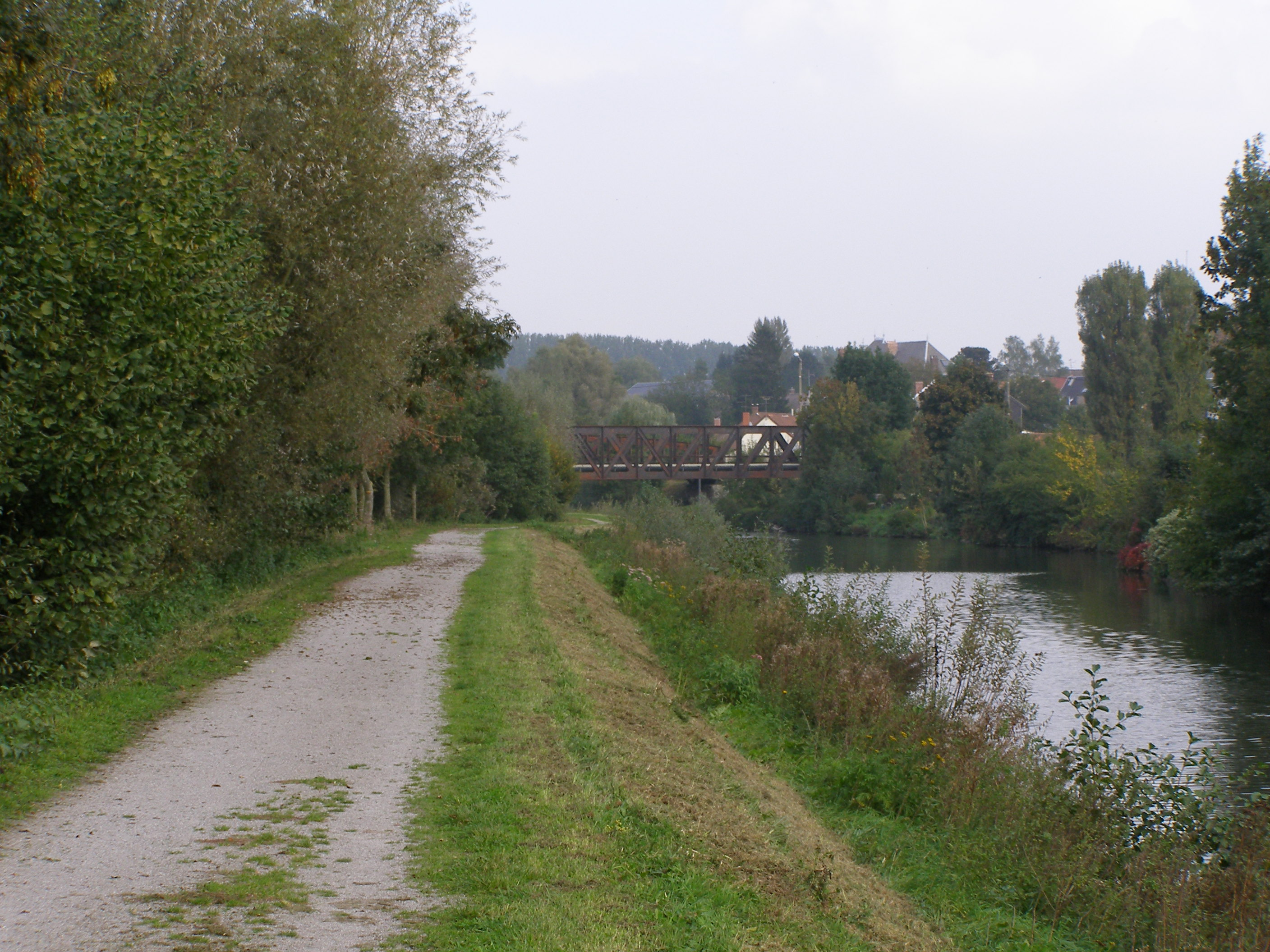
La Sambre à Bachant.
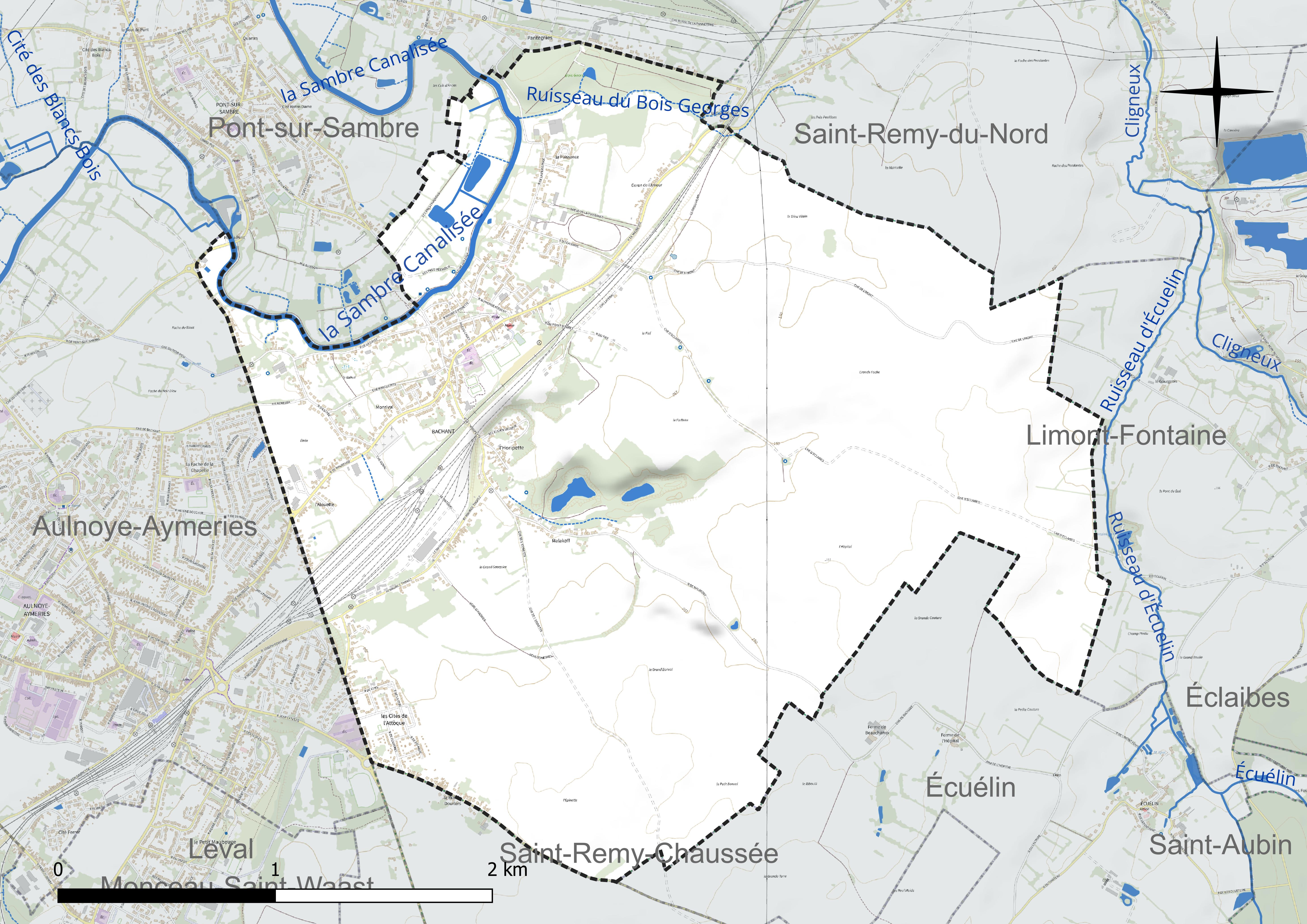
Réseau hydrographique de Bachant.

#### Gestion et qualité des eaux
Le territoire communal est couvert par le schéma d'aménagement et de gestion des eaux (SAGE) « Sambre ». Ce document de planification concerne un territoire de 1 253 km2 de superficie, délimité par le bassin versant de la Sambre. Le périmètre a été arrêté le 1er novembre 2003 et le SAGE proprement dit a été approuvé le 21 septembre 2012, puis modifié le 18 août 2022. La structure porteuse de l'élaboration et de la mise en œuvre est le syndicat mixte du Parc naturel régional de l'Avesnois.
La qualité des cours d'eau peut être consultée sur un site dédié géré par les agences de l'eau et l'Agence française pour la biodiversité.

### Climat
Pour des articles plus généraux, voir Climat des Hauts-de-France et Climat du Nord.
En 2010, le climat de la commune est de type climat des marges montargnardes, selon une étude du CNRS s'appuyant sur une série de données couvrant la période 1971-2000. En 2020, Météo-France publie une typologie des climats de la France métropolitaine dans laquelle la commune est exposée à un climat océanique altéré et est dans la région climatique Nord-est du bassin Parisien, caractérisée par un ensoleillement médiocre, une pluviométrie moyenne régulièrement répartie au cours de l'année et un hiver froid (3 °C).
Pour la période 1971-2000, la température annuelle moyenne est de 9,9 °C, avec une amplitude thermique annuelle de 15 °C. Le cumul annuel moyen de précipitations est de 851 mm, avec 12,6 jours de précipitations en janvier et 9,9 jours en juillet. Pour la période 1991-2020, la température moyenne annuelle observée sur la station météorologique la plus proche, située sur la commune de Saint-Hilaire-sur-Helpe à 10 km à vol d'oiseau, est de 10,5 °C et le cumul annuel moyen de précipitations est de 802,4 mm,. Pour l'avenir, les paramètres climatiques de la commune estimés pour 2050 selon différents scénarios d'émission de gaz à effet de serre sont consultables sur un site dédié publié par Météo-France en novembre 2022.

## Urbanisme

### Typologie
Au 1er janvier 2024, Bachant est catégorisée ceinture urbaine, selon la nouvelle grille communale de densité à sept niveaux définie par l'Insee en 2022.
Elle appartient à l'unité urbaine de Maubeuge (partie française), une agglomération internationale regroupant 22  communes, dont elle est une commune de la banlieue,,. Par ailleurs la commune fait partie de l'aire d'attraction de Maubeuge (partie française), dont elle est une commune de la couronne,. Cette aire, qui regroupe 65 communes, est catégorisée dans les aires de 50 000 à moins de 200 000 habitants,.

### Occupation des sols
L'occupation des sols de la commune, telle qu'elle ressort de la base de données européenne d'occupation biophysique des sols Corine Land Cover (CLC), est marquée par l'importance des territoires agricoles (81,3 % en 2018), en diminution par rapport à 1990 (83,3 %). La répartition détaillée en 2018 est la suivante : 
terres arables (62 %), prairies (14,2 %), zones urbanisées (11,6 %), zones agricoles hétérogènes (5 %), zones industrielles ou commerciales et réseaux de communication (4,2 %), forêts (2,9 %). L'évolution de l'occupation des sols de la commune et de ses infrastructures peut être observée sur les différentes représentations cartographiques du territoire : la carte de Cassini (XVIIIe siècle), la carte d'état-major (1820-1866) et les cartes ou photos aériennes de l'IGN pour la période actuelle (1950 à aujourd'hui).

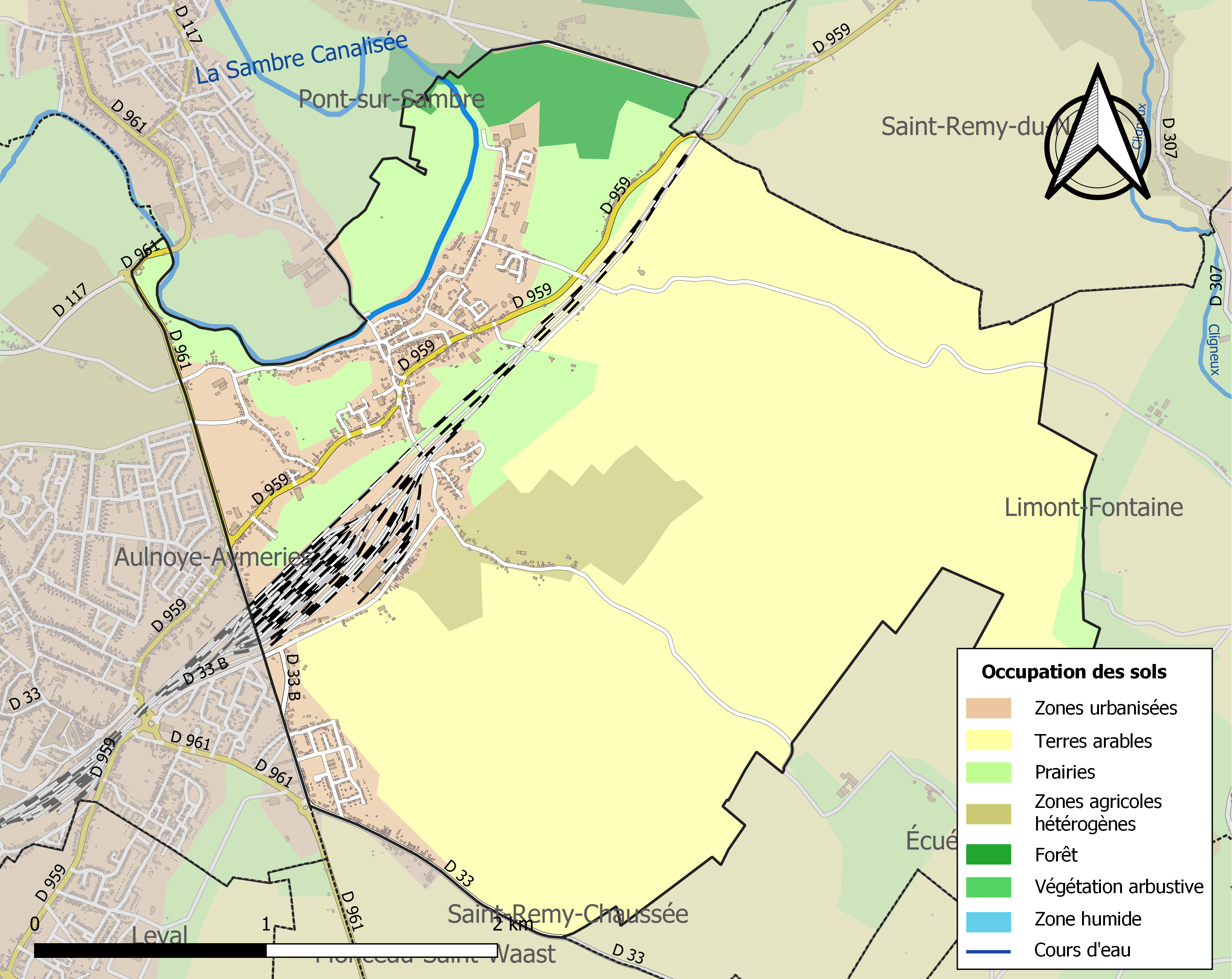
Carte des infrastructures et de l'occupation des sols de la commune en 2018 (CLC).

### Habitat et logement
En 2019, le nombre total de logements dans la commune était de 1 052, alors qu'il était de 1 018 en 2014 et de 980 en 2009.
Parmi ces logements, 92,5 % étaient des résidences principales, 0,6 % des résidences secondaires et 6,9 % des logements vacants. Ces logements étaient pour 91,5 % d'entre eux des maisons individuelles et pour 6,5 % des appartements.
Le tableau ci-dessous présente la typologie des logements à Bachant en 2019 en comparaison avec celle du Nord et de la France entière. Une caractéristique marquante du parc de logements est ainsi une proportion de résidences secondaires et logements occasionnels (0,6 %) inférieure à celle du département (1,6 %) mais supérieure à celle de la France entière (9,7 %). Concernant le statut d'occupation de ces logements, 56,7 % des habitants de la commune sont propriétaires de leur logement (56,7 % en 2014), contre 54,7 % pour le Nord et 57,5 pour la France entière.
| Typologie                                               | Bachant | Nord | France entière |
| ------------------------------------------------------- | ------- | ---- | -------------- |
| Résidences principales (en %)                           | 92,5    | 90,6 | 82,1           |
| Résidences secondaires et logements occasionnels (en %) | 0,6     | 1,6  | 9,7            |
| Logements vacants (en %)                                | 6,9     | 7,8  | 8,2            |

### Voies de communication et transports
Bachant est aisément accessible depuis la route nationale 2.
La commune est traversée par la ligne de Creil à Jeumont. La station la plus proche, la gare d'Aulnoye-Aymeries, développe ses installations en partie sur la commune et est desservie par des trains TER Hauts-de-France, qui effectuent des missions entre : Paris-Nord et Maubeuge ; Busigny et Jeumont ; Lille-Flandres et Jeumont, ou Hirson voire Charleville-Mézières.
La commune est desservie, en 2024, par les lignes 21, 61 et par le service de transport à la demande du réseau Stibus.

### Énergie
En 2020, la municipalité, sollicitée par plusieurs opérateurs, envisage la création d'un parc éolien.

## Toponymie
Étymologie : L'étymologie des noms des lieux n'est pas souvent sûre au vu des transcriptions phonétiques et influences des langues successives. Dans un premier temps, la signification de Bachant fait penser à un champ bas. Il est vrai que Bachant se trouve à proximité de la Sambre. Toutefois, cette hypothèse n'est pas soutenable au vu de l'orthographe "chant" et de la langue picarde au regard de laquelle "champ" se prononce "camp". Par contre, au vu de sa forme ancienne avec une terminaison en "hems", le nom semble être d'origine germanique (franc) et correspondrait à une altération de Bach-ham, ham pour demeure et bach pour rivière.

## Histoire

### Révolution française et Empire
Il existe sur le territoire de la commune des carrières de marbre, dont l'une ouverte vers 1780 mais qui présente  de grandes difficultés d'exploitation en 1802-1802 à cause de la présence d'eau, et l'autre dont l'exploitation avait alors  cessé.

### Époque contemporaine
À la suite de la Seconde Guerre mondiale, Bachant a été décorée de la Croix de guerre 1939-1945 le 11 novembre 1948.

## Politique et administration

### Rattachements administratifs et électoraux
Rattachements administratifs
La commune se trouve  dans l'arrondissement d'Avesnes-sur-Helpe du département du Nord.
Elle faisait partie depuis 1801 du canton de Berlaimont. Dans le cadre du redécoupage cantonal de 2014 en France, cette circonscription administrative territoriale a disparu, et le canton n'est plus qu'une circonscription électorale.
Rattachements électoraux
Pour les élections départementales, la commune fait partie depuis 2014 du canton d'Aulnoye-Aymeries
Pour l'élection des députés, elle fait partie de la douzième circonscription du Nord.

### Intercommunalité
Bachant était membre de la communauté d'agglomération Maubeuge Val de Sambre, un établissement public de coopération intercommunale (EPCI) à fiscalité propre créé en1995 sous le statut de communauté de communes  et auquel la commune a transféré un certain nombre de ses compétences, dans les conditions déterminées par le code général des collectivités territoriales.

### Liste des maires
Maire en 1808 : Blanchart.

Maire en 1939 : Colmant.
| Période                                  | Période                       | Identité                   | Étiquette | Qualité                         |
| ---------------------------------------- | ----------------------------- | -------------------------- | --------- | ------------------------------- |
| Les données manquantes sont à compléter. |                               |                            |           |                                 |
| Maire de 1802 à 1807,                    |                               | Nicolas Bolzez (ou Rolzet) |           |                                 |
| Les données manquantes sont à compléter. |                               |                            |           |                                 |
| 1896                                     | 1904                          | Éléonore Bayart            |           |                                 |
| 14 septembre 1939                        |                               | Gaston Altide              |           |                                 |
| Les données manquantes sont à compléter. |                               |                            |           |                                 |
| mars 1971                                | mars 2014                     | Jean Gandibleux            | PCF       | Retraité, maire honoraire       |
| mars 2014                                | En cours (au 8 décembre 2020) | David Zélani               | DVG-PCF   | Réélu pour le mandat 2020-2026, |

### Jumelages
- Bundoran (Irlande) depuis 2005[29] ;
- Gernrode (Allemagne) depuis 1969[29].

## Équipements et services publics

### Enseignement
Bachant fait partie de l'académie de Lille.

## Population et société

### Démographie

#### Évolution démographique
L'évolution du nombre d'habitants est connue à travers les recensements de la population effectués dans la commune depuis 1793. Pour les communes de moins de 10 000 habitants, une enquête de recensement portant sur toute la population est réalisée tous les cinq ans, les populations de référence des années intermédiaires étant quant à elles estimées par interpolation ou extrapolation. Pour la commune, le premier recensement exhaustif entrant dans le cadre du nouveau dispositif a été réalisé en 2005.

En 2022, la commune comptait 2 246 habitants, en évolution de −3,77 % par rapport à 2016 (Nord : +0,51 %, France hors Mayotte : +2,11 %).
| 1793 | 1800 | 1806 | 1821 | 1831 | 1836 | 1841 | 1846 | 1851 |
| ---- | ---- | ---- | ---- | ---- | ---- | ---- | ---- | ---- |
| 399  | 487  | 536  | 612  | 674  | 688  | 744  | 788  | 824  |

| 1856 | 1861 | 1866 | 1872 | 1876 | 1881 | 1886  | 1891  | 1896  |
| ---- | ---- | ---- | ---- | ---- | ---- | ----- | ----- | ----- |
| 867  | 895  | 931  | 964  | 935  | 976  | 1 004 | 1 006 | 1 036 |

| 1901  | 1906  | 1911  | 1921  | 1926  | 1931  | 1936  | 1946  | 1954  |
| ----- | ----- | ----- | ----- | ----- | ----- | ----- | ----- | ----- |
| 1 053 | 1 052 | 1 124 | 1 274 | 1 684 | 1 959 | 2 084 | 1 224 | 2 054 |

| 1962  | 1968  | 1975  | 1982  | 1990  | 1999  | 2005  | 2006  | 2010  |
| ----- | ----- | ----- | ----- | ----- | ----- | ----- | ----- | ----- |
| 2 568 | 2 750 | 2 692 | 2 534 | 2 498 | 2 368 | 2 418 | 2 400 | 2 398 |

| 2015  | 2020  | 2022  | - | - | - | - | - | - |
| ----- | ----- | ----- | - | - | - | - | - | - |
| 2 319 | 2 276 | 2 246 | - | - | - | - | - | - |

#### Pyramide des âges
La population de la commune est relativement jeune.
En 2018, le taux de personnes d'un âge inférieur à 30 ans s'élève à 35,0 %, soit en dessous de la moyenne départementale (39,5 %). À l'inverse, le taux de personnes d'âge supérieur à 60 ans est de 24,4 % la même année, alors qu'il est de 22,5 % au niveau départemental.
En 2018, la commune comptait 1 123 hommes pour 1 183 femmes, soit un taux de 51,3 % de femmes, légèrement inférieur au taux départemental (51,77 %).
Les pyramides des âges de la commune et du département s'établissent comme suit.
| Hommes | Classe d’âge | Femmes |
| ------ | ------------ | ------ |
| 0,3    | 90 ou +      | 1,6    |
| 5,1    | 75-89 ans    | 8,1    |
| 16,3   | 60-74 ans    | 17,3   |
| 23,2   | 45-59 ans    | 21,2   |
| 18,7   | 30-44 ans    | 18,0   |
| 16,0   | 15-29 ans    | 14,5   |
| 20,4   | 0-14 ans     | 19,3   |

| Hommes | Classe d’âge | Femmes |
| ------ | ------------ | ------ |
| 0,5    | 90 ou +      | 1,4    |
| 5,3    | 75-89 ans    | 8,1    |
| 14,8   | 60-74 ans    | 16,2   |
| 19,1   | 45-59 ans    | 18,4   |
| 19,5   | 30-44 ans    | 18,7   |
| 20,7   | 15-29 ans    | 19,1   |
| 20,2   | 0-14 ans     | 18     |

## Culture locale et patrimoine

### Lieux et monuments
- Église Saint-Géry (1718), avec dalles funéraires des XVe et XVIIe siècles
- Deux monuments aux morts, l'un situé sur la place[35], l'autre dans l'église[36].
- Calvaires.
- Chapelles-colonnes et oratoires typiques de l'Avesnois.
- Bords de Sambre (chemin de halage), pêche.
- Centre de tri de marchandises de la SNCF.
- Deux Chemins de Grande Randonnée (Chemins décrits dans les livres de la FFRP):
  - Tour de l'Avesnois.
  - Chemin de Compostelle d'Hélecine (Belgique) à St Quentin (Aisne).

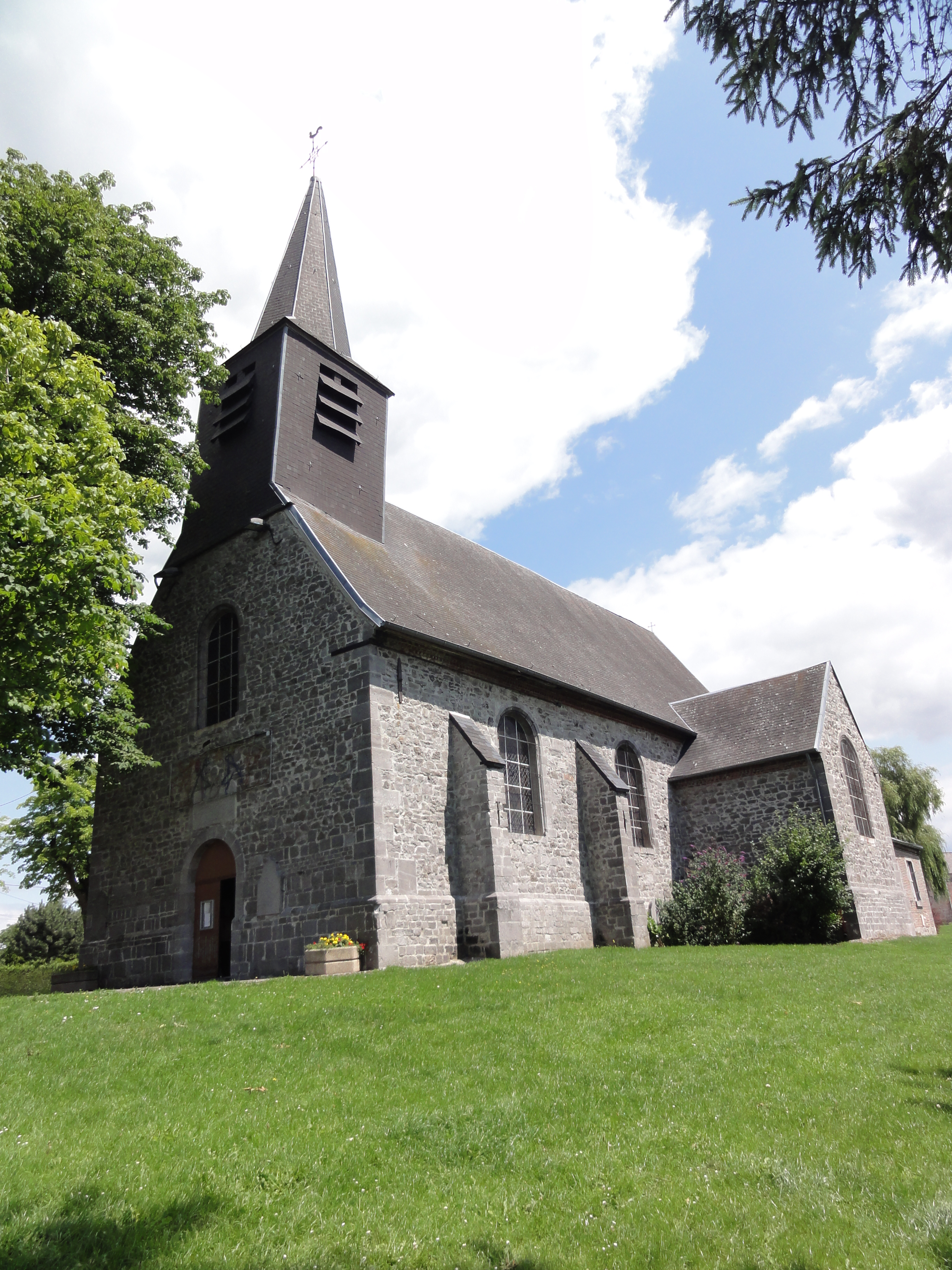
Église Saint-Géry
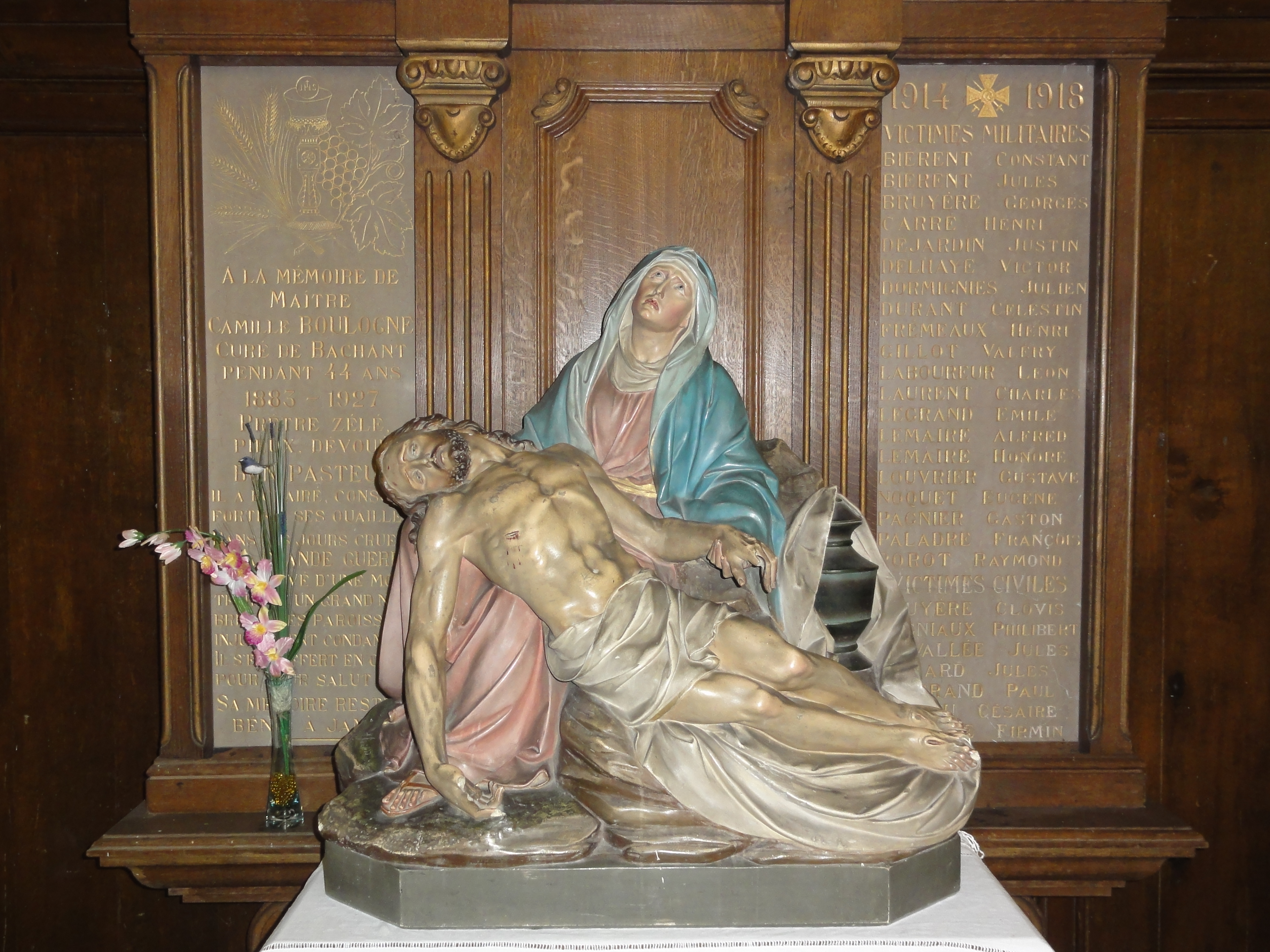
Pietà, monument aux morts dans l'église
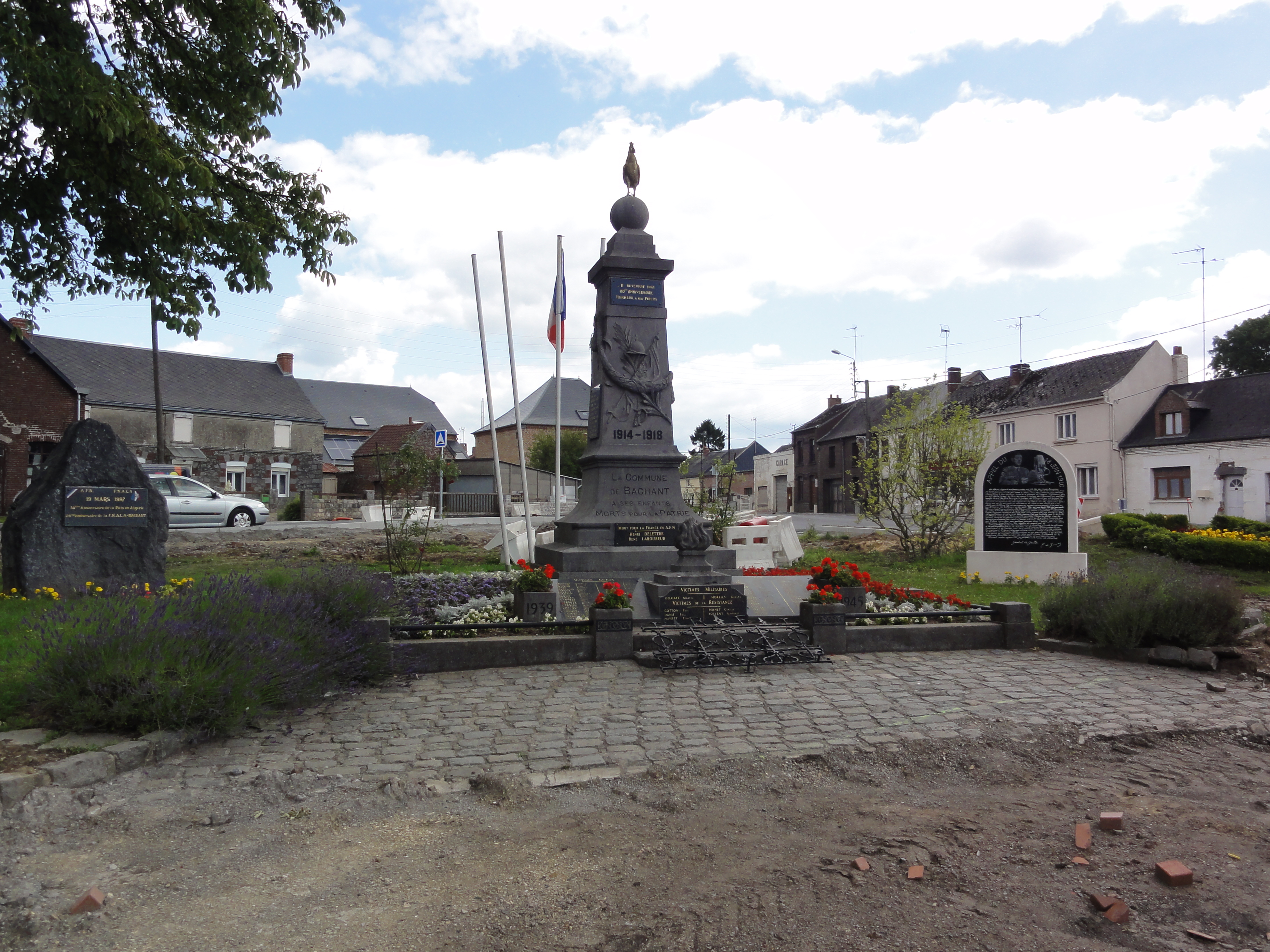
Monument aux morts sur la place
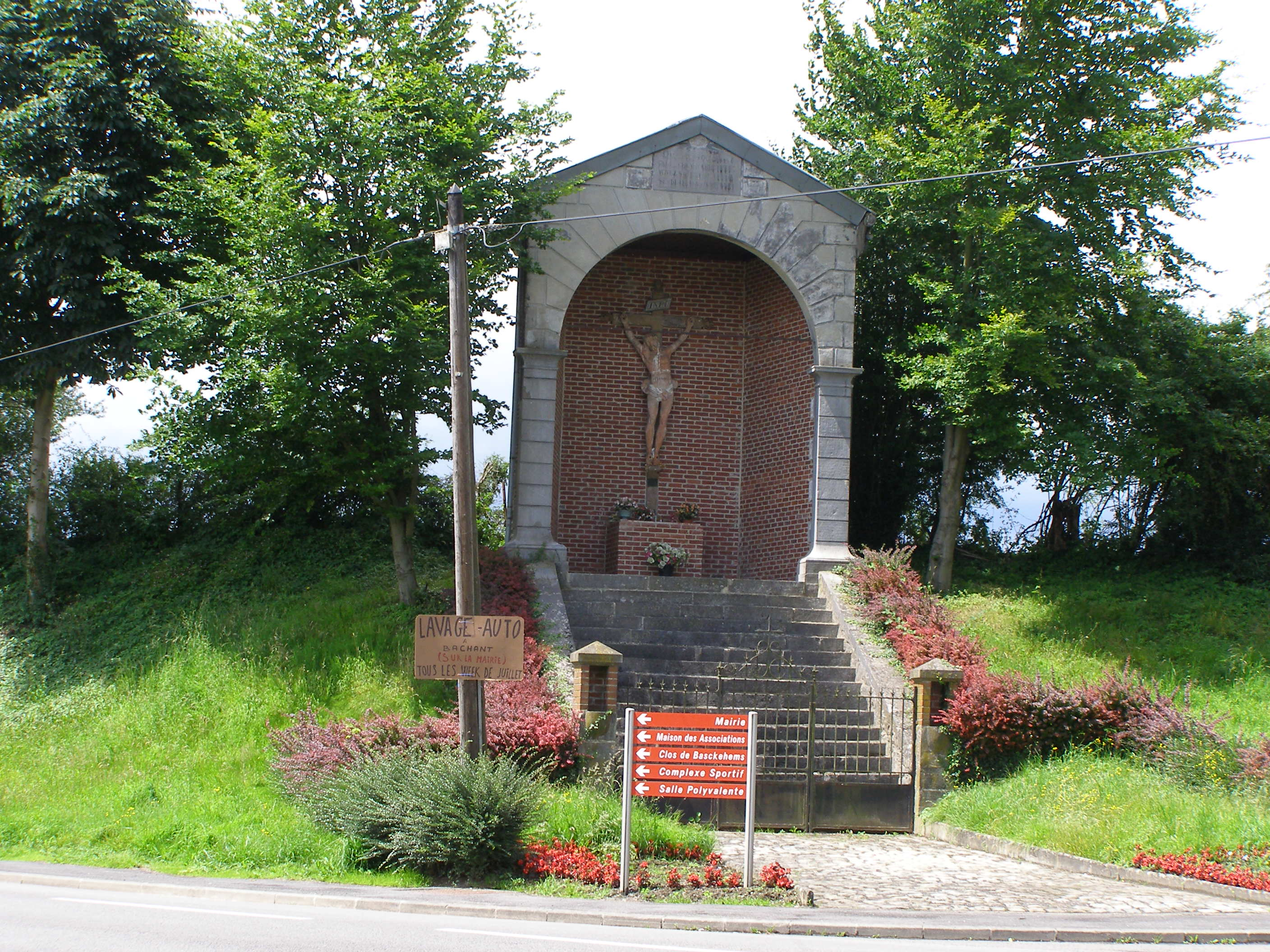
Calvaire à Bachant
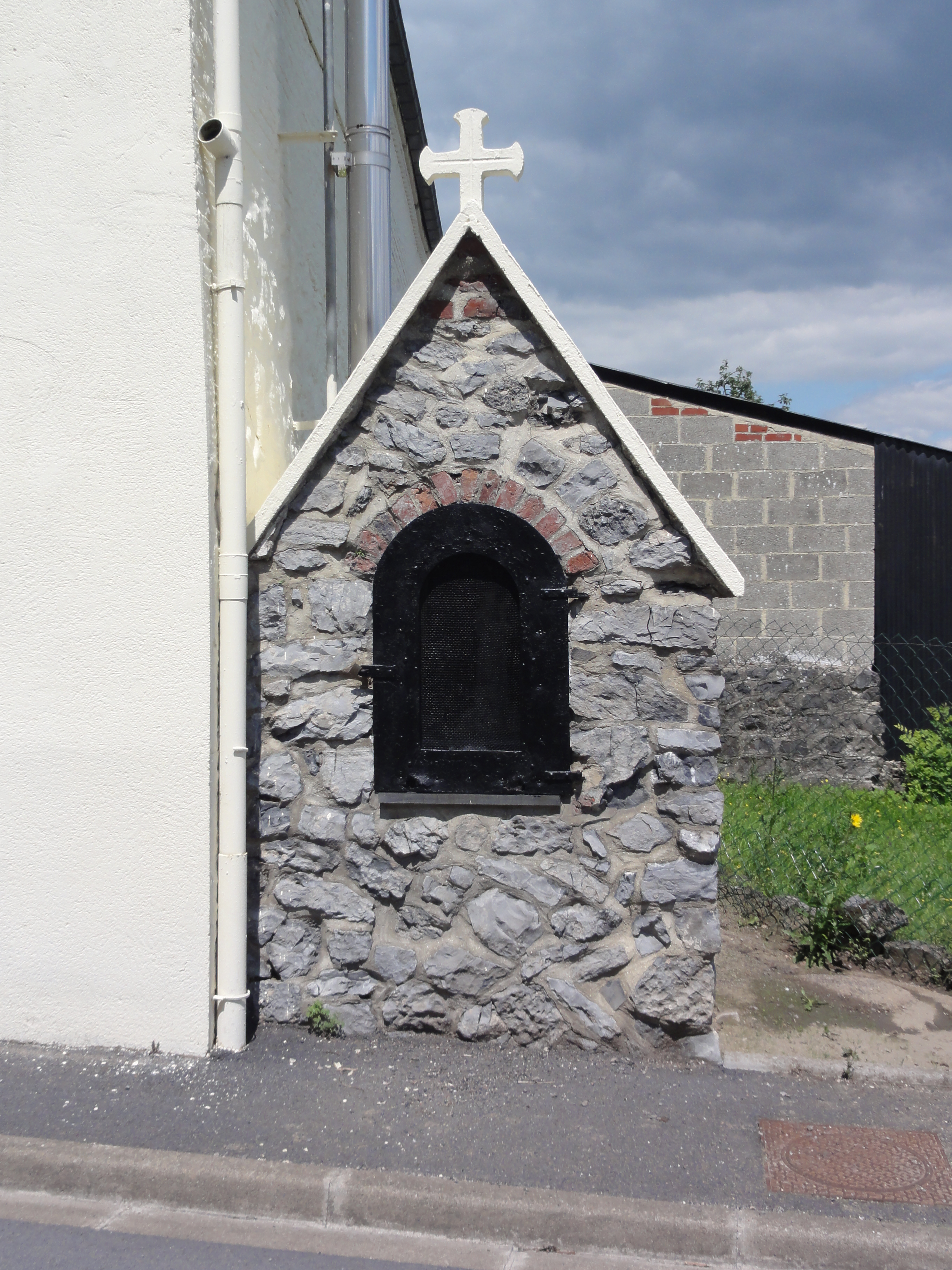
Chapelle St.Antoine de Padoue
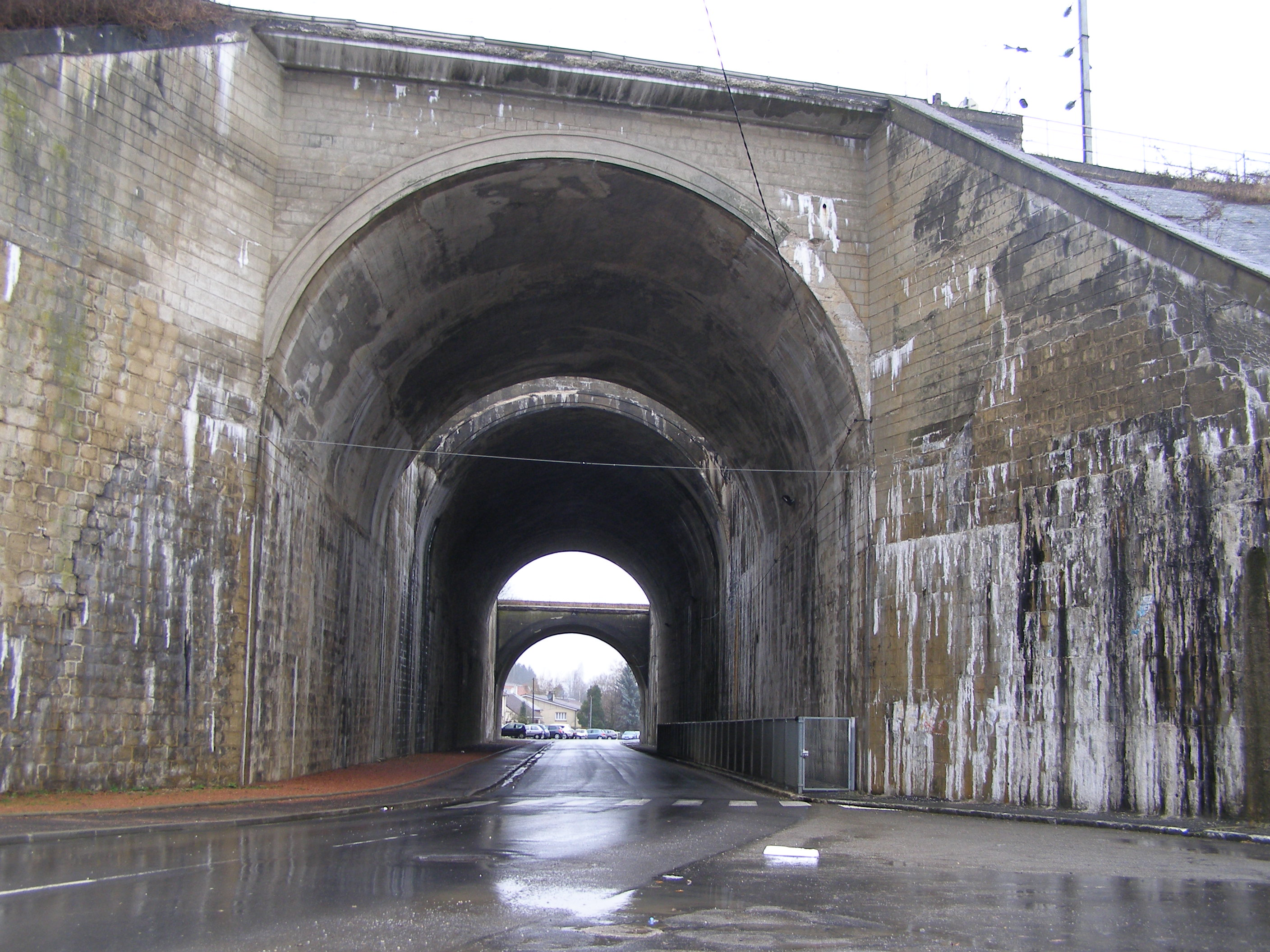
Double pont sous la voie ferrée

### Personnalités liées à la commune
- François Bonaventure Joseph du Mont, marquis de Gages, fit construire un château à Bachant.

### Héraldique
| Blason de Bachant | Blason  | De gueules au chevron d'or, accompagné de trois trèfles d'argent.                                       |
| Blason de Bachant | Détails | Armes du Mont, marquis de Gages, chatelain de Bachant. Le statut officiel du blason reste à déterminer. |

## Pour approfondir